# Високопілля (селище)
Високопі́лля (до 1915 року — Кронау, нім. Kronau) — селище в Україні, у Бериславському районі Херсонської області, адміністративний центр Високопільської селищної громади. Відстань до обласного центру автошляхом становить близько 146 км.

## Історія

### Заснування
Селище засноване у 1869 році німцями — переселенцями з Таврійської губернії як група поселень, колонія з центром у Кронау (нім. Kronau). У 1887 р. тут налічувалося 86 дворів. У VIII-му випуску «Ведомостей из важнейших селений Европейской России» за 1886 рік Кронау згадується як центр волості. У 1889 році в ній проживало вже 497 чоловік, 349 із яких займалися сільським господарством. Інтенсивно розвивались товарно-грошові відносини і капіталістичне підприємництво. В середині 1880-х років XIX століття в Кронау почав діяти невеликий пивоварний завод, два оптові склади вина, два лісопильних склади. Пізніше російський купець Ю. А. Торлін побудував в колонії паровий млин (його обслуговували 30 робітників; сучасний вигляд млина Торліна), який виробляв за добу 14,5 тонн борошна дев'яти сортів. У 1900 році товарообіг 17 торговельних підприємств Кронау становив 145 тис. крб, тричі на рік тут влаштовувались ярмарки, на які збиралися селяни, ремісники, торговельний люд із навколишніх сіл. На зламі віків в колонії вже працювали 5 магазинів, корчма, винний погріб, пивна та дріб'язкова лавки.
Вже в перші роки існування колонії на сезонні роботи сюди приїздили малоземельні та безземельні селяни-українці з Полтавської та Чернігівської губернії. Частина заробітчан, відпрацювавши сезон, залишалися зимувати в Кронау, пізніше одружувалися, заводили господарство і жили разом з німцями, водночас добре вивчаючи їх культуру, мову і звичаї. Поступово в селищі склалися дві общини: українська, німецька. Вони були різними за чисельним складом, проте відігравали помітну роль в житті волосного центру.

### XXстоліття
У 1914 році, коли почалася війна царської Росії з кайзерівською Німеччиною, «височайшим указом» було перейменовано всі населені пункти з німецькими назвами. У 1915 році Кронау дістало офіційну назву — Високопілля за його місцем на високому вододілі Дніпра й Інгульця та південних відрогах Наддніпрянської височини.
Німецька колонія поступово розбудовувалася, обіг її головних промислових підприємств збільшувався з кожним роком. Високу марку торлинського борошна знали не тільки в Російській імперії, але і за її межами. Саме процес економічного зростання Кронау сприяв тому, що Ю. А. Торлін використав свої зв'язки і фінанси для внесення змін до затвердженого царським указом проєкту будівництва залізниці Херсон — Мерефа. Саме Юхиму Андрійовичу Торліну — російському купцю і підприємцю високопільці завдячують тим, що саме через Високопілля у 1916 році прокладена залізниця.
7 (20) листопада 1917 року, відповідно до Третього Універсалу Української Центральної Ради, увійшло до складу Української Народної Республіки.
Внаслідок поразки Перших визвольних змагань село надовго окуповане радянськими загарбниками.
З 1920 по 1923 роки Високопілля входило в Криворізький повіт Катеринославської губернії, в 1923–1926 роки в Апостолівський район Криворізького округу.
31 березня 1926 року ВУЦВК і РНК УСРР прийняли постанову «Про утворення на території Херсонської округи Високопільського району з переважною німецькою людністю». Постановою передбачено: «Утворити на території Херсонської округи новий Високопільський район з переважною німецькою людністю з центром у селищі Високопілля у складі вищенаведених залюднених пунктів».
Всього в районі налічувалось 36 населених пунктів, з них 29 — німецьких. За період із 1935 по 1944 рік район пережив декілька реорганізацій, у тому числі і ліквідації.

### XXIстоліття
9 березня 2015 року у селищі невідомими було завалено пам'ятник Леніну.
14 липня 2017 року Високопільська селищна рада, в ході децентралізації, об'єднана з Високопільською селищною громадою.
14 вересня 2019 року відбувся «Кронау-Фест», присвячений 150-річчю заснування селища.
19 липня 2020 року, в результаті адміністративно-територіальної реформи та ліквідації Високопільського району, село увійшло до складу Бериславського району.

### Російське вторгнення в Україну
Ввечері 13 березня 2022 року окупанти обстріляли селище Високопілля з реактивних систем залпового вогню "Град". У результаті - пряме влучання в садок у селі та пошкодженні будинки. Того ж вечора Високопілля було окуповане російськими військами.
5 червня російські війська викрали місцевого жителя Високопілля Сергія Карпенка.
26 червня ЗСУ підійшли до селища, визволивши село Потьомкине.
22 липня Олексій Арестович, радник офісу президента України, поширив інформацію про тактичне оточення двох тисяч росіян у селищі. Офіційні силові відомства, у тому числі Генеральний штаб ЗСУ, жодним чином не коментували цього. Селище залишалося окупованим і без жодного оточення.
28 серпня ОК «Південь» повідомило про завдання́ 27 серпня українською авіацією удару біля Високопілля по зосередженню живої сили, озброєння і техніки окупантів.
2 вересня у окупованому Високопіллі детонували ворожі боєприпаси.
4 вересня над місцевою лікарнею було піднято український прапор, Збройні сили України звільнили селище від російської окупації.

## Населення

### Мова
Розподіл населення за рідною мовою за даними перепису 2001 року:
| Мова            | Кількість | Відсоток |
| --------------- | --------- | -------- |
| українська      | 4386      | 93.34%   |
| російська       | 286       | 6.09%    |
| румунська       | 9         | 0.19%    |
| вірменська      | 7         | 0.15%    |
| білоруська      | 6         | 0.13%    |
| німецька        | 2         | 0.04%    |
| гагаузька       | 1         | 0.02%    |
| інші/не вказали | 2         | 0.04%    |
| Усього          | 4699      | 100%     |

## Уродженці
- Мущицький Сергій Миколайович — капітан Збройних Сил України, учасник російсько-української війни.

## Залізнична станція
У центрі міста розташована залізнична станція Високопілля, звідки курсують приміські поїзди до Миколаєва, Херсона, Апостолового. Пасажирські поїзди курсують також до Києва, Кривого Рогу, Сміли. Під час літніх перевезень призначаються додаткові поїзди до Одеси. Станція працює не цілодобово.

## Храми
- Свято-Успенський храм УПЦ МП (вулиця Визволителів)
- Свято-Успенська церква УПЦ МП (вулиця Банкова)